# Ngazidja
Ngazidja (francouzský název Grande Comore) je největší ze tří ostrovů tvořících federativní republiku Komorský svaz. Má rozlohu 1025 km² a žije zde přibližně 315 000 obyvatel. Jako ostatní ostrovy Komorského svazu patří do Komorského souostroví. Hlavní město ostrova Moroni je od roku 1962 také hlavním městem celých Komor.